# Euphorbia pionosperma
Euphorbia pionosperma är en törelväxtart som beskrevs av Victor W. Steinmann och Richard Stephen Felger. Euphorbia pionosperma ingår i släktet törlar, och familjen törelväxter. Inga underarter finns listade i Catalogue of Life.